# Gabriel (biskup koptyjski)
Gabriel – duchowny Koptyjskiego Kościoła Ortodoksyjnego, od 2004 biskup Austrii. Posługę rozpoczął w 1992 r. jako mnich w Wadi an-Natrun. Sakrę otrzymał 17 czerwca 2000 roku z rąk Szenudy III 6 maja 2004 roku stał się biskupem Austrii.